# Michael Lyne
Michael Dillon Lyne CB DL AFC AFRAeS (* 23. März 1919; † 21. Dezember 1997) war ein britischer Luftwaffenoffizier der Royal Air Force, der zuletzt im Range eines Generalmajors (Air Vice Marshal) zwischen 1970 und 1971 Leiter der Hauptabteilung Luftwaffenausbildung im Verteidigungsministerium war. Während des Zweiten Weltkrieges wurde er nach einem Absturz schwer verletzt und befand sich ein Jahr lang in einem Militärkrankenhaus. Für seine fliegerischen Verdienste im Zweiten Weltkrieg und als Kunstflieger der RAF in der frühen Nachkriegszeit wurde er unter anderem mit dem Air Force Cross (AFC) sowie zwei Spangen zum AFC geehrt.

## Leben

### Pilotenausbildung und Zweiter Weltkrieg

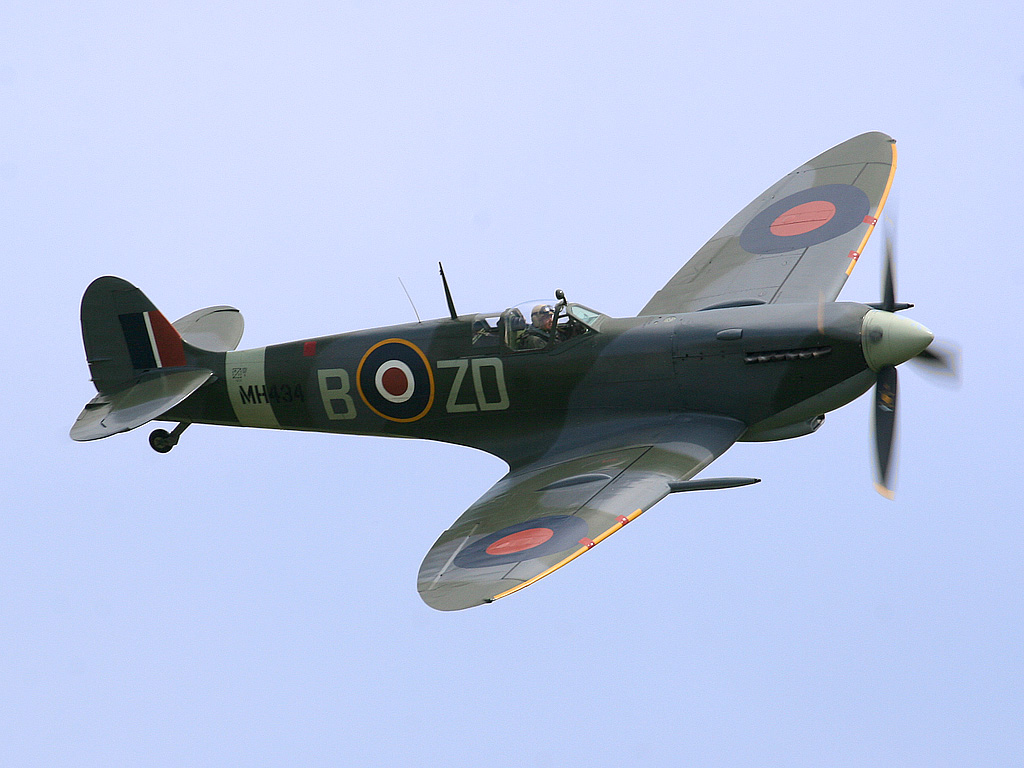
Als Pilot eines Jagdflugzeuges vom Typ Supermarine Spitfire stürzte Michael Lyne Anfang Juni 1940 nach der Schlacht von Dünkirchen ab und befand sich ein Jahr lang zur Erholung in Militärkrankenhäusern

Lyne begann 1937 seine fliegerische Ausbildung als Flight Cadet in der B-Squadron des Royal Air Force College Cranwell, der Offiziersschule der britischen Luftstreitkräfte. Am 29. Juli 1939 wurde er als Berufssoldat (Permanent Commission) in die RAF aufgenommen und zum Leutnant (Pilot Officer) befördert. Zugleich wurde er Pilot eines Jagdflugzeuges vom Typ Supermarine Spitfire bei der No. 19 Squadron RAF auf dem Militärflugplatz RAF Duxford. Anfang Juni 1940 wurde er bei der Schlacht von Dünkirchen im Luftkampf ins Knie geschossen, schaffte aber gleichwohl den Rückflug nach Großbritannien und stürzte bei Deal ab. Im Anschluss befand er sich ein Jahr nach den Operationen zur Genesung in einem Militärkrankenhaus.
1941 kehrte Lyne zum Militärdienst zurück und wurde am 3. September 1940 zum Oberleutnant (Flying Officer) befördert. Er fand zunächst Verwendung als Pilot eines Jagdflugzeuges vom Typ Hawker Hurricane bei der auf dem Luftwaffenstützpunkt RAF Speke stationierten Handelsschiffkampfeinheit MSFU (Merchant Ship Fighter Unit). Dabei wurden die Flugzeuge mittels Katapult vom Deck besonders umgebauter Handelsschiffe gestartet. Die Hauptaufgabe dieser Einheit war der Schutz von Konvois durch den Atlantischen Ozean und die Verteidigung gegen Angriffe der Langstreckenflugzeuge der deutschen Luftwaffe vom Typ Focke-Wulf Fw 200. Nach einem Abfangeinsatz mussten die Piloten der Hawker Hurricanes mit dem Fallschirm abspringen und hoffen, dass sie gerettet werden, da die Handelsschiffe keine Landungs- und Aufnahmemöglichkeiten nach dem Katapultstart der Flugzeuge hatten. 
Nach dem Besuch eines Kurses für Bordschützen 1942 und einer Rundfahrt durch die USA wurde er am 14. März 1944 Kommandant (Commanding Officer) einer Schule für Bord- und Flak-Schützen (Air Gunnery School) in Ägypten. Für seine dortigen Verdienste wurde ihm am 8. Juni 1944 erstmals das Air Force Cross (AFC) verliehen. Gegen Ende des Zweiten Weltkrieges wurde er am 2. Januar 1945 Offizier im Hauptquartier der Luftstreitkräfte im Mittelmeerraum und Nahen Osten MEDME (RAF Mediterranean and Middle East) wurde. 

### Stabsoffizier in der Nachkriegszeit

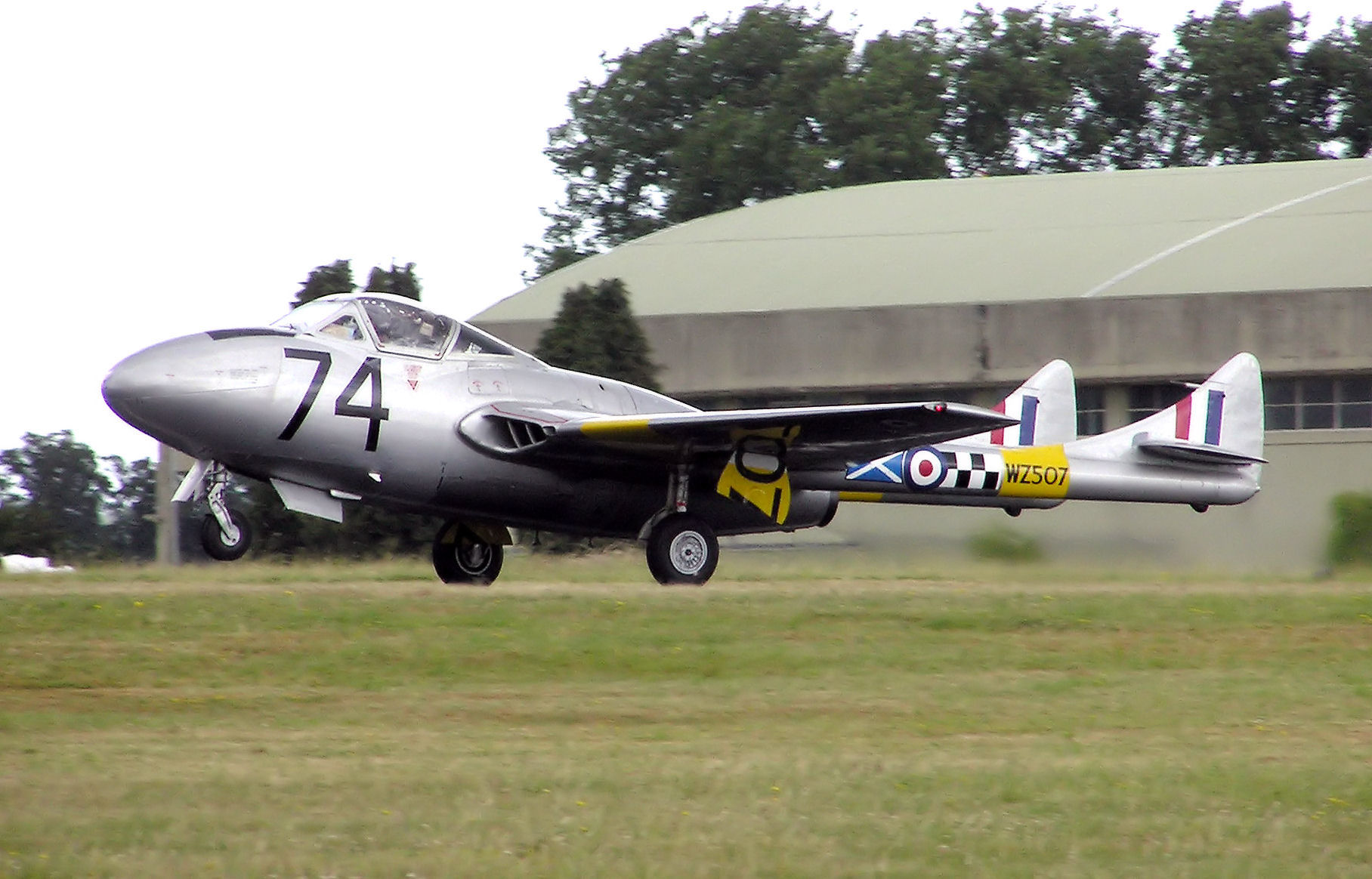
Als Kommandeur einer mit de Havilland DH.100 Vampire-Kampfflugzeugen baute Michael Lyne nach 1945 die erste Strahlflugzeug-Kunstflugeinheit der RAF auf

Am 21. Mai 1946 wurde Lyne zum Hauptmann (Flight Lieutenant) befördert, wobei die Beförderung auf den 29. Januar 1943 zurückdatiert wurde. Im Oktober 1946 wurde er nach seiner Beförderung am 1. Oktober 1946 zum Major (Squadron Leader) Kommandant der auf dem Luftwaffenstützpunkt RAF Chilbolton stationierten No. 54 Squadron RAF und baute diese mit einstrahligen Kampfflugzeugen des Typs de Havilland DH.100 Vampire ausgestattete Staffel nach geheimen Übungen zur weltweit ersten Strahlflugzeug-Kunstflugmilitäreinheit aus. Nach einer Vorstellung bei der Flugschau in Brüssel wurde das Konzept offiziell genehmigt und er darum gebeten, Flugschauen in Großbritannien zu leiten. Für seine dortigen Verdienste wurde ihm am 1. Januar 1948 seine erste „Spange“ zum Air Force Cross anstelle eines zweiten AFC verliehen.
Nach dem Besuch des RAF Staff College Bracknell 1948 wurde Lyne 1949 Persönlicher Stabsoffizier des Stellvertretenden Chefs des Luftwaffenstabes (Deputy Chief of the Air Staff), Air Marshal Hugh Walmsley. Danach kehrte er 1950 als Staffelkapitän einer Ausbildungsstaffel an das RAF Staff College Bracknell und war anschließend nach seiner Beförderung zum Oberstleutnant (Wing Commander) am 1. Januar 1951 Kommandeur der ebenfalls auf dem Luftwaffenstützpunkt RAF Cranwell stationierten No. 1 Initial Training School RAF. Anschließend wurde er im März 1954 Leiter der Flugausbildung CFI (Chief Flying Instructor) an der Luftwaffenflugschule (RAF Flying College) und flog am 24. Juni 1955 mit einem Kampfflugzeug vom Typ English Electric Canberra von Norwegen über den Nordpol nach Alaska. Er erhielt für diese Leistung am 2. Januar 1956 seine zweite Spange zum AFC anstatt eines dritten Air Force Cross und wurde am 1. Juli 1957 zum Oberst (Group Captain) befördert. Anschließend übernahm er 1958 den Posten als Kommandeur des Luftwaffenstützpunktes RAF Wildenrath.

### Aufstieg zum Air Vice Marshal
Am 26. Januar 1961 wurde Lyne Luftwaffenattaché an der Botschaft in der Sowjetunion und erhielt in dieser Verwendung am 1. Juli 1962 seine Beförderung zum Air Commodore. In diese Zeit fiel im Oktober 1962 die Kubakrise. Nach seiner Rückkehr aus der Sowjetunion wurde er am 21. August 1963 Nachfolger von Air Commodore Eric Nelson Kommandant des Royal Air Force College Cranwell, der Offiziersschule der britischen Luftstreitkräfte. Er war mit 44 Jahren der bis dahin jüngste Kommandant dieser Militärschule und wurde am 28. Dezember 1964 in dieser Funktion durch Air Commodore Ian Lawson abgelöst.
Nach weiteren Lehrgängen wurde Lyne am 23. August 1965 Kommandeur (Air Officer Commanding) der zum Flugausbildungskommando (RAF Flying Training Command) gehörenden No. 23 Group RAF und war damit verantwortlich für die gesamte Pilotenausbildung des Flugausbildungskommandos. Er wurde in dieser Verwendung am 1. Juli 1966 zum Generalmajor (Air Vice Marshal) befördert. Am 1. Januar 1968 wurde er Companion des Order of the Bath (CB). Danach fungierte er zwischen dem 8. Januar 1968 und dem 7. März 1970 als Leitender Luftwaffenvertreter (Senior RAF Member) im Führungsstab des Imperial Defence College. Zuletzt war er vom 7. März 1970 bis zu seinem Ausscheiden aus dem aktiven militärischen Dienst am 10. April 1971 Leiter der Hauptabteilung Luftwaffenausbildung im Verteidigungsministerium. 
1973 wurde Lyne Deputy Lieutenant (DL) der Grafschaft Lincolnshire. Daneben engagierte er sich als Unternehmer in der Privatwirtschaft und gründete 1979 die Lincolnshire Microprocessor Society.